# Étienne Daho
Étienne Daho, född 14 januari 1956 i Oran, Algeriet, är en popikon från rock rennais-rörelsen i början av 1980-talet. Genom sitt stora musikintresse, tiotalet studioinspelade skivor, varav alla sålt minst guld- eller platina, har Daho lyckats skapa en unik stil med stort inflytande både när det gäller sångteknik som musikskapande. Hans efterföljare, från French Touch till La nouvelle chanson française, har mycket att tacka honom för. Dahos stora succéer med djärva artistiska grepp har bildat en egen skola och fått många efterföljare.

## Karriären

### Barndom och ungdom
Étienne Daho föddes i Oran i Algeriet där han tillbringade sina första åtta år. Han levde ett relativt bekymmersfritt liv vid havet samtidigt som det algeriska kriget pågick. Fadern övergav familjen och Daho levde i månader under brinnande krig med sin mor och syskon innan de flyttade till Frankrike i september 1964. Han tillbringade resten av sin barndom hos sin mamma i Rennes under 1960-talet. Musik blev hans verkliga passion på grund av två skivor: The Velvet Underground And Nico och den första skivan av Pink Floyd (The Piper at the Gates of Dawn), som gjorde att han upptäckte Syd Barrett. 
Hans stora intresse för rock väcktes genom bland andra Serge Gainsbourg, Velvet Underground, the Beach Boys och Syd Barrett. Han läste engelska och tillbringade mycket tid i London och Manchester dit han reste varje skollov för att tillfredsställa sin stora passion för musik. Han upptäckte punken 1976 och började komponera.

### Början
Som student bildade Étienne Daho en förening Terrapin, som dels var en hyllning till en låt av Syd Barrett, samtidigt som det gav Étienne Daho en möjlighet att organisera en konsert med "Stinky Toys" för Syd Barrett på dennes födelsedag. Tack vare konserten träffade Daho gruppen och de blev mycket goda vänner. Uppmuntrad av sina vänner i grupperna Marquis de Sade och Stinky Toys, gjorde han sin debut på scenen i "Transmusicales de Rennes" med gruppen "Entre les deux fils dénudés de la dynamo". Étienne Daho spelade in en demo med tio av sina låtar med hjälp av fotografen Franck Darcel och musiker från gruppen Marquis de Sade. Daho presenterade demon för olika skivbolag. Virgins blev intresserade och han blev deras första franska artist.
Étienne Daho spelade in sin första skiva, Mythomane (1981), i Paris med Marquis de Sades musiker och Jacno som producent. Trots de goda recensionerna såldes den bara i 3 000 exemplar. Femton år senare belönades den dock med en guldskiva. Étienne Daho började arbeta med nya låtar och gav ut en singel, Le Grand Sommeil, som gjorde succé, vilket möjliggjorde för honom att ge ut sitt andra album.
Detta produceras av Franck Darcel. Albumet, La Notte La Notte, där omslaget är ett fantastiskt porträtt signerat av "Pierre et Gilles", släpptes i mars 1984. Två singlar från albumet gavs också ut, Sortir Ce Soir och Week-End A Rome som blev Étiennes Dahos första stora electropopsuccé. Skivan sålde bra – den fick en guldskiva 1985 och en platinaskiva 1995. Han gjorde sin första Olympia sold-out den 18 april 1985. "Les Enfants du rock" tillägnade honom hela sin show där Daho gjorde en duett tillsammans med Françoise Hardy, vilket blev en början på deras vänskap. Étienne Daho mottog "le Bus d'Acier", som årets rockartist 1985.
Mitt i höjdpunkten av sin karriär sammankallade Étienne Daho sina medarbetare för att spela in nya låtar som ledde till singeln (EP:n) Tombés Pour La France 1985. Videoklippen var regisserade av Jean-Pierre Jeunet. Sitt tredje album, Pop Satori, bestämde Daho sig för att spela in i London med gruppen "Torch Song". Bandet leddes av William Orbit som senare producerade bland annat Madonna. Albumet kom ut 1986. Recensionerna var översvallande positiva och albumet tilldelades en platinaskiva. Étienne Daho ansågs nu vara den främste artisten på den franska popscenen. Singellåtarna gjorde även de stor succé, däribland den kända Duel au soleil av vilken Luz Casal gjorde en nyinspelning 2004. Daho-manin, "la dahomania", spred sig över Frankrike. Pressen hyllade honom och talade om "Dahogenerationen" – "la génération Daho". Flera projekt följde; han medverkade i filmer av Olivier Assayas och Virginie Thevenet och han skapade sitt eget skivbolag för att lansera och producera andra artister.

### Succén
Hans succé bekräftades med albumet Pour nos vie martiennes 1988, vars skivomslag gjordes av Guy Peellaert. Singelskivorna Bleu comme toi och Des heures hindoues befäste och förstärkte hans identitet. Daho fick ånyo en platinaskiva. Den framgångsrika turnén som också kom till Marquee Club i London blev oförglömlig genom albumet Live ED och filmen Tant pis pour l'Idaho där han sjöng en duett med Chris Isaak. Arthur Baker och "Working Week" bad Daho att delta på deras inspelningar. Daho producerade även album med Daniel Darc, Bill Pritchard och Lio.
Albumet Paris ailleurs (1991), illustrerat av Nick Knight, spelades in i New York. Inte mindre än fem singelskivor gavs ut: Saudade, Des attractions désastre, Comme un igloo, Un homme à la mer och Les voyages immobiles, vars videoklipp var regisserade av Michel Gondry. Albumet såldes i över 600 000 exemplar och framgången följdes en turné till 14 länder.
1993 var Étienne Dahos EP, med en inspelning av Edith Piafs Mon manège à moi, den mest sålda i Frankrike. Den spelades först in för albumet Piaf-Frehel, ma grand-mère est une rockeuse. Under 1995, producerade han Genre humain. Detta nya album med Brigitte Fontaine, signerade han genom skivbolaget Virgin. Han producerade "Jacno" och sjöng med Jacques Dutronc Tous les goûts sont dans ma nature. Daho startade projektet Urgence vars intäkter tillföll forskningen om HIV-viruset. Urgenceprojektet gjorde att det uppkom ett rykte om att Etienne Daho blivit sjuk och dött av HIV den 17 juni 1995. På grund av detta flyttade han till London för att skriva och komponera ännu ett album.

### "Återuppståndelsen"
Under 1995 spelade han in La resurrection (uppståndelsen), där den ironiska titeln syftar på det falska ryktet. Skivan var en parentes med den engelska gruppen Saint Etienne som bidrog med ett av de mest avantgardistiska triphopinsatserna. Brigitte Fontaine slutförde deras gemensamma text Jungle pulse och medan Étienne Daho bearbetade nyinspelningen av låtarna av Saint Étienne, Filthy et Paper, gjorde Saint Etienne stor succé i England med He's on the phone (nr 2 bland de mest sålda skivorna i England) och nyinspelningen av Week-end à Rome.
Nu gjorde Étienne Daho avantgardealbumet Eden som spelades in i London. Här finner man bland annat Elli Medeiros, The Comateens, The Swingle Singers och Astrud Gilberto i en särdeles lyckad duett, Les Bords de Seine. Även om det inte var så uppskattat när det gavs ut, anses albumet, mixat av Mark Stent, som en av Dahos mest framstående inspelningar. Kaleidoscopeturnén tog slut i "The I.C.A" i London där konserten spelades in, men den är ännu ej utgiven. Singelskivan Le premier jour, från Etienne Dahos första album Best of singles 1998, gjorde succé och såldes i 600 000 exemplar. Han skrev L'autre moi för Jane Birkin och sjöng en duett med Vanessa Paradis Dis-lui toi que je t'aime på kvällsföreställningen av La soirée des Enfoirés.
Étienne Daho höll sig undan från sin publik fram till att Corps et armes (2000) producerad tillsammans med "Les Valentins, släpptes. Albumet blev det bäst sålda nyutgivna albumet. Där framträdde hans verkliga styrka, musik och text med en storartad poesi. Början på Corps et Armes är i wagnersk stil och med sin mäktiga estetik visar Daho att glöden är kvar i Le Brasier och i den mycket framgångsrika La Baie. Hans turné Le tour de l'été sans fin blev kvar i en vecka på l'Olympia, där han delade scenen med Vanessa Daou, och på "Rex club de Paris" i en akustisk version.
Under 2001, bjöd han in "Dani" på scenen då han producerade och sjöng en duett Comme un boomerang skriven av Serge Gainsbourg. Det blev en guldsingel. Samma år mottog Étienne Daho utmärkelsen chevalier de l'Ordre du Mérite.
2003 återkom Daho med Réévolution som fick en guldskiva. Det är en rockskiva, mörk och gåtfull, inspelad med hans scenband. Albumet som fick en guldskiva, återknyter, som titeln låter förstå, bandet med hans debut. Singeln fick namnet If, och duetten med Charlotte Gainsbourg, som han redan spelat in ett solo med på skivan Ginger Ale, men också Marianne Faithfull i Les Liens d'Eros, och särskilt singeln Retour à toi, en hyllning till den mycket omtyckte Phil Spectors produktioner. Le Révolution tour, inspelad och filmad, gav en guldskiva och platina-DVD. Under 2006, tjugo år senare, släppte Capitol Pop Satori, som i dag anses vara "det grundläggande albumet för fransk popmusik" ("L'album fondateur de la pop française"). Étienne Daho framträdde med hela albumets program pà l'Olympia den 13 november, deltog med samma program i festivalen av les Inrockuptibles och i programmet TV on the radio och gjorde än en gång stor succé. 

## Skiv- och videoinspelningar

### Studioinspelade skivor
- 1981 Mythomane, guldskiva
- 1984 La Notte La Notte, platinaskiva
- 1985 Tombé pour la France, minialbum
- 1986 Pop Satori, platinaskiva tvà gànger (Albumet återutgavs i en delux cd-box 2006)
- 1988 Pour Nos Vies Martiennes, platinaskiva
- 1991 Paris Ailleurs, platinaskiva tvà gànger
- 1995 Reserection, minialbum med Saint Etienne
- 1996 Eden, guldskiva
- 2000 Corps et Armes, guldskiva
- 2003 Réévolution, guldskiva
- 2007 L'invitation, platinaskiva
- 2010: Le condamné à mort med Jeanne Moreau
- 2013: Les Chansons de l'innocence retrouvée, platinaskiva

### Liveinspelningar
- 1989 Live ED, platinaskiva
- 1993 Daholympia, platinaskiva
- 2001 Daho Live, guldskiva
- 2005 Sortir Ce Soir (Best Of Live), guldskiva
- 2009 Daho Pleyel Paris

### Samlingsalbum
- 1987 Collection, B-sidors kompilation
- 1995 Popzone, samlings cd-box av de 3 första skivorna samt en bonusskiva
- 1998 Singles, platinaskiva tvà gànger
- 2002 Dans La Peau De Daho, long box

### Video
- 1986 Une Nuit Satori à l'Olympia, VHS
- 1991 Paris Ailleurs, VHS
- 1993 Daholympia, VHS
- 1998 Intégrale des Clips, VHS/DVD
- 2001 Daho Live, VHS/DVD
- 2005 Sortir Ce Soir, DVD platinadvd
- 2009 Daho Pleyel Paris, DVD

## Publikationer
- Frédérique Veysset: Daho dans tous ses états, Les Humanoïdes associés, 1989
- Éric Chemouny och Pierre Fageolle: Étienne Daho, Presses de la Cité, 2001
- David Sanson: Étienne Daho de A à Z, Express Prelude & Fugue, 2002
- Antoine Giacomoni: Daho par Giacomoni, The mirror sessions parties photographies, Horizons illimités, 2004.
- Carole Vernier “ Sensibilité et passion” Éd. Rouchon, 2006
- Aurélie Christa, “ Du passé compliqué au présent simple”, Éd. Thélès, 2007
- Benoit Cachin “ Portraits et entretiens” Éd. Tournon, 2007
- Christophe Conte “ Une histoire d'Etienne Daho” Éd. Flammarion/ Pop culture, 2008

## Texter och noter
- Alain Waiss: Satori songs 1982-1986, Import diffusion music förlag, 1986
- Songbook, Paul Beuscher förlag, 1993
- Daho 22 hits, Import diffusion music förlag, 2004
- L'Invitation, Paul Beuscher förlag 11 titres, , 2007

## Filmer
- 1986 Désordre, av Olivier Assayas
- 1987 Jeux d'artifices, av Virginie Thevenet
- 1989 Tant pis pour l'Idaho, av Bertrand Fèvre